# فرد غليك
فرد غليك (بالإنجليزية: Fred Glick)‏ هو لاعب كرة قدم أمريكية أمريكي، ولد في 25 فبراير 1937 في أورورا في الولايات المتحدة.

## وصلات خارجية
- فرد غليك على موقع مرجع كرة القدم المحترفة.كوم (الإنجليزية)